# هنري دبليو. ليفينغستون
هنري دبليو. ليفينغستون (بالإنجليزية: Henry W. Livingston) هو محامي وسياسي أمريكي، ولد في 1768 في الولايات المتحدة، وتوفي في 22 ديسمبر 1810. حزبياً، نشط في الحزب الفيدرالي الأمريكي. وقد انتخب عضو جمعية ولاية نيويورك وانتخب عضو مجلس النواب الأمريكي.